# Yolanda Farr
Yolanda Mariño Pfarr, conocida artísticamente como Yolanda Farr (Madrid, 22 de diciembre de 1940) es una actriz española.

## Biografía
De padre español y madre alemana, siendo una niña se traslada a vivir a La Habana. En Cuba comienza su formación como bailarina. Debutó sobre los escenarios én ese país con la pieza musical Gigi. Más tarde da el salto a la televisión cubana, donde terminó presentando el programa de variedades Intermezzo.
A finales de la década de 1960 se traslada a España, incorporándose a la compañía de Adolfo Marsillach para interpretar la obra Águila de blasón. En los años siguientes, interpreta sobre los escenarios españoles, entre otras, las obras Tiempo del 98, El rinconcito, con José María Rodero, El amor propio, Romeo y Julieta (1971) junto a María José Goyanes, El escaloncito (1970), en el Teatro Maravillas, con Florinda Chico A dos barajas, Camas separadas, Ojo por ojo, cuerno por cuerno, Sé infiel y no mires con quién, Gulliver (Alfonso Ungría, 1976), Aspirina para dos (1980), de Woody Allen, La rosa tatuada (1998), de Tennessee Williams o Aprobado en castidad (2001), de Narciso Ibáñez Serrador.
Debuta en el cine en 1964 con la película cubana En la noche, de Pastor Vega. Ya en España, ha participado en los rodajes de películas como Zorrita Martínez (1975), Niñas... al salón (1977), ambas de Vicente Escrivá, Hijos de papá (1980), de Rafael Gil, Violines y trompetas (1984), de Rafael Romero Marchent o Matar al Nani (1988), de Roberto Bodegas.
Finalmente ha realizado colaboraciones en televisión en espacios como Estudio 1, El hotel de las mil y una estrellas, Veraneantes, Policías, en el corazón de la calle o ¿Se puede?